# L'Unione Monregalese

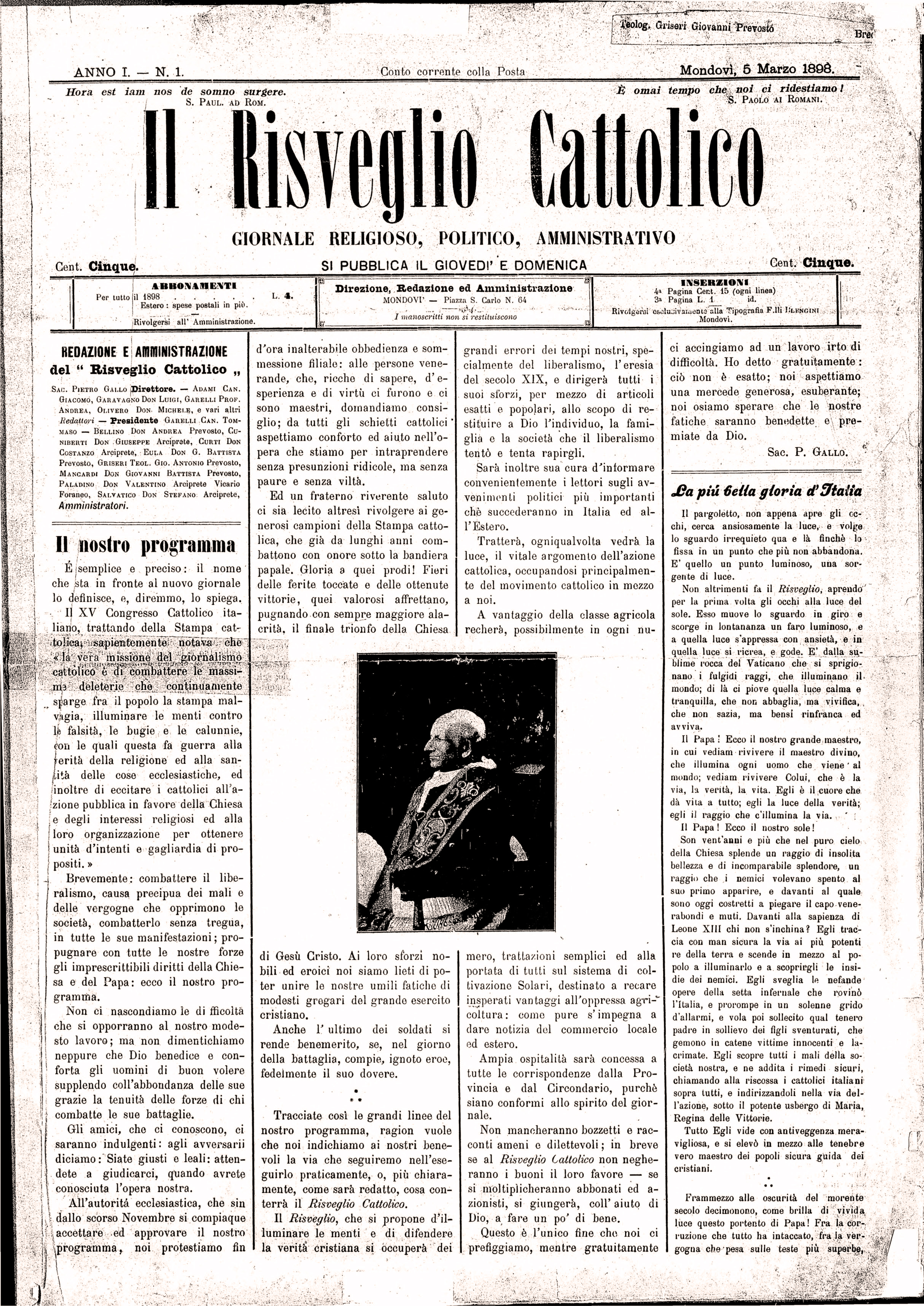
Il primo numero de "Il risveglio cattolico" del 5 marzo 1898

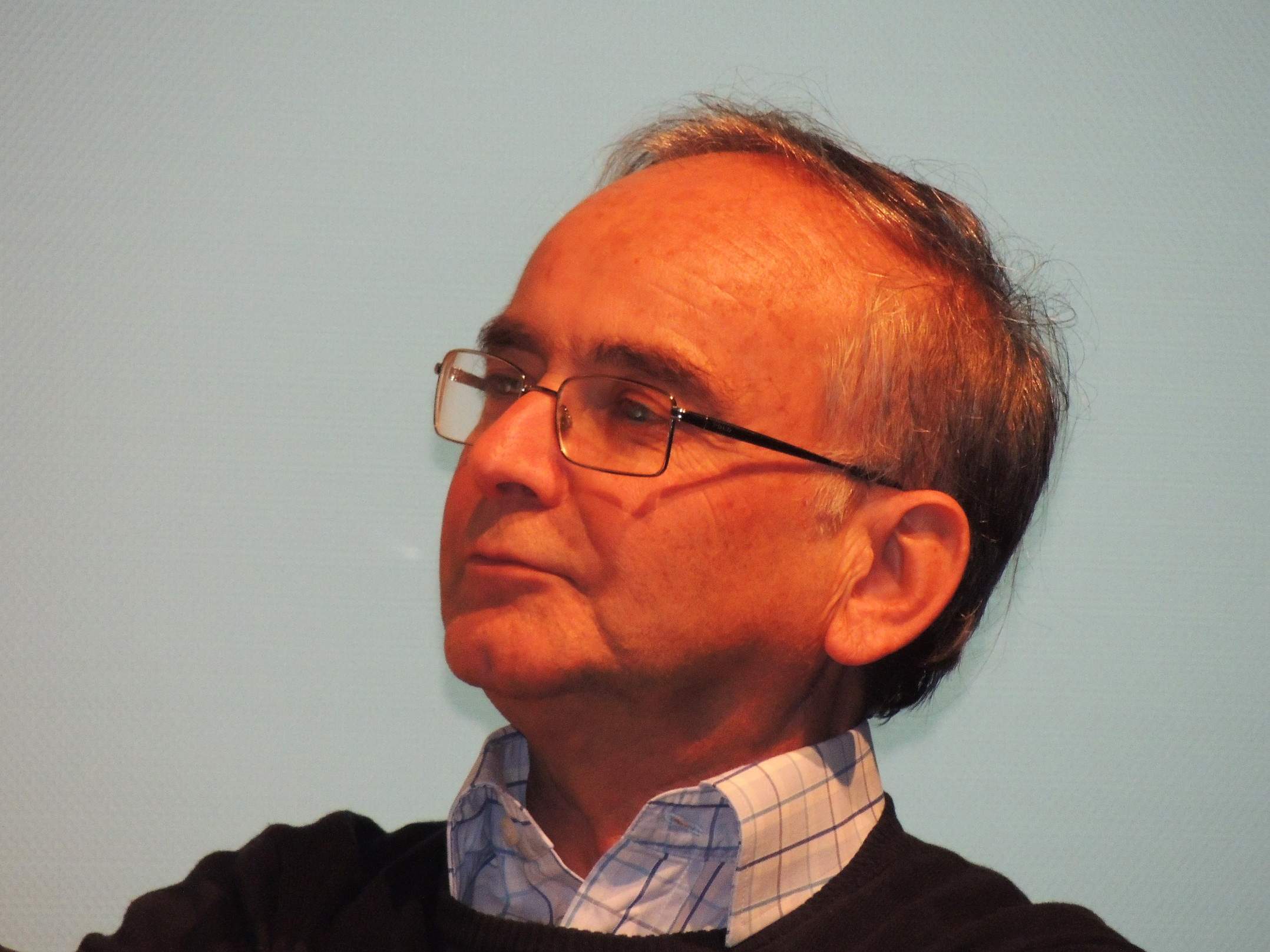
Corrado Avagnina, dal 1984 condirettore e poi direttore de L'Unione Monregalese

L'Unione Monregalese è un settimanale di informazione locale nato nella diocesi di Mondovì nel 1898. Quelli furono anni di grande fermento per tutta l'editoria cattolica in Piemonte, come testimoniano i tanti settimanali diocesani piemontesi ormai ultracentenari ancora in edicola. In generale, i giornali delle diocesi italiane (comunemente chiamati “giornali diocesani”) sono nati dopo la promulgazione, il 15 maggio 1891, dell’Enciclica Rerum Novarum («Delle cose nuove») di Leone XIII per esprimere il pensiero cattolico riguardo a molteplici moderne questioni sociali. L'Unione Monregalese copre più di 80 comuni tra le provincie di Cuneo e Savona e fa parte della famiglia della Cooperativa Stampa e Comunicazione (con l'Agenzia AGD) che raggruppa le diverse realtà piemontesi e della FISC (Federazione Italiana Settimanali Cattolici).

## Storia

### I primi anni come “Il risveglio Cattolico”
«(…) Ed un fraterno riverente saluto ci sia lecito altresì rivolgere ai generosi campioni della Stampa cattolica, che già da lunghi anni combattono con onore sotto la bandiera papale. Gloria a quei prodi! Fieri delle ferite toccate e delle ottenute vittorie, quei valorosi affrettano, pugnando con sempre maggiore alacrità. il finale trionfo della Chiesa grandi errori dei tempi nostri, specialmente del liberalismo, l’eresia del secolo XIX, e dirigerà tutti i suoi sforzi, per mezzo di articoli esatti e popolari, allo scopo di restituire a Dio l'individuo, la famiglia e la società che il liberalismo tentò e tenta rapirgli. Sarà inoltre sua cura d'informare convenientemente i lettori sugli avvenimenti politici più importanti che succederanno in Italia ed all’Estero. Tratterà, ogniqualvolta vedrà la luce, il vitale argomento dell’azione cattolica, occupandosi principalmente del movimento cattolico in mezzo a noi. (…) Ampia ospitalità sarà concessa a tutte le corrispondenze dalla Provincia e dal Circondario, purché siano conformi allo spirito del giornale. Non mancheranno bozzetti e racconti ameni e dilettevoli; in breve se al Risveglio Cattolico non negheranno i buoni il loro favore, se si moltiplicheranno abbonati ed azionisti, si giungerà, coll’ aiuto di Dio, a fare un po’ di bene. Questo è l’unico fine che noi ci prefiggiamo, mentre gratuitamente ci accingiamo ad un lavoro irto di difficoltà. Ho detto gratuitamente: ciò non è esatto; noi aspettiamo una mercede generosa, esuberante; noi osiamo sperare che le nostre fatiche saranno benedette e premiate da Dio.
Sac. P. Gallo.»
Il settimanale cattolico “L’Unione Monregalese” nasce a Mondovì il 5 marzo 1898, con la testata “II Risveglio Cattolico”, bisettimanale uscito dalla tipografia Fratelli Blengini in piazza San Carlo a Mondovì. Lo dirige un giovane prete 29enne, don Luigi Gallo, che morirà a settembre dello stesso anno. Le prime copie escono dalla tipografia dei f.lli Blengini in p.za S. Carlo a Mondovì Breo. Il foglio è una bandiera per i cattolici monregalesi, che possono contare non solo su riviste poderose, che pure hanno il loro spazio, ma su un giornale vero e proprio, imperniato sull'informazione locale. Nel sottotitolo il nuovo bisettimanale si definisce apertamente “religioso, politico, amministrativo”. Ed in epigrafe cita san Paolo: “È ormai tempo che ci ridestiamo”. Nel programma si spiega a chiare lettere: “II Risveglio si propone di illuminare le menti e difendere le verità cristiane, e si occupa dei grandi errori dei tempi nostri, specialmente del liberalismo e del socialismo, le eresie del secolo XIX. Sarà inoltre sua cura d’informare i lettori degli avvenimenti politici più importanti e del vitale argomento dell'Azione Cattolica, occupandosi principalmente del Movimento Cattolico in mezzo a noi”. Collaborano sacerdoti e laici. D'altronde qualsiasi ricerca sui giornali cattolici nati nella seconda metà nel Novecento non può prescindere dalla storia del Movimento Cattolico in Italia. “II Risveglio” si pone come la voce di quel Movimento cattolico che si batte per una presenza più attiva nel sociale, a livello popolare, secondo i programmi del partito cattolico nazionale di Romolo Murri. Il contrasto è forte con altri fogli che affiancano i cattolici “transigenti” favorevoli all'accordo con i liberal-moderati. Le pagine interne avevano un carattere prevalentemente informativo ed erano suddivise in rubriche fisse che conferivano una veste organica al periodico.

### L’avvio del Novecento e L’Unione Monregalese

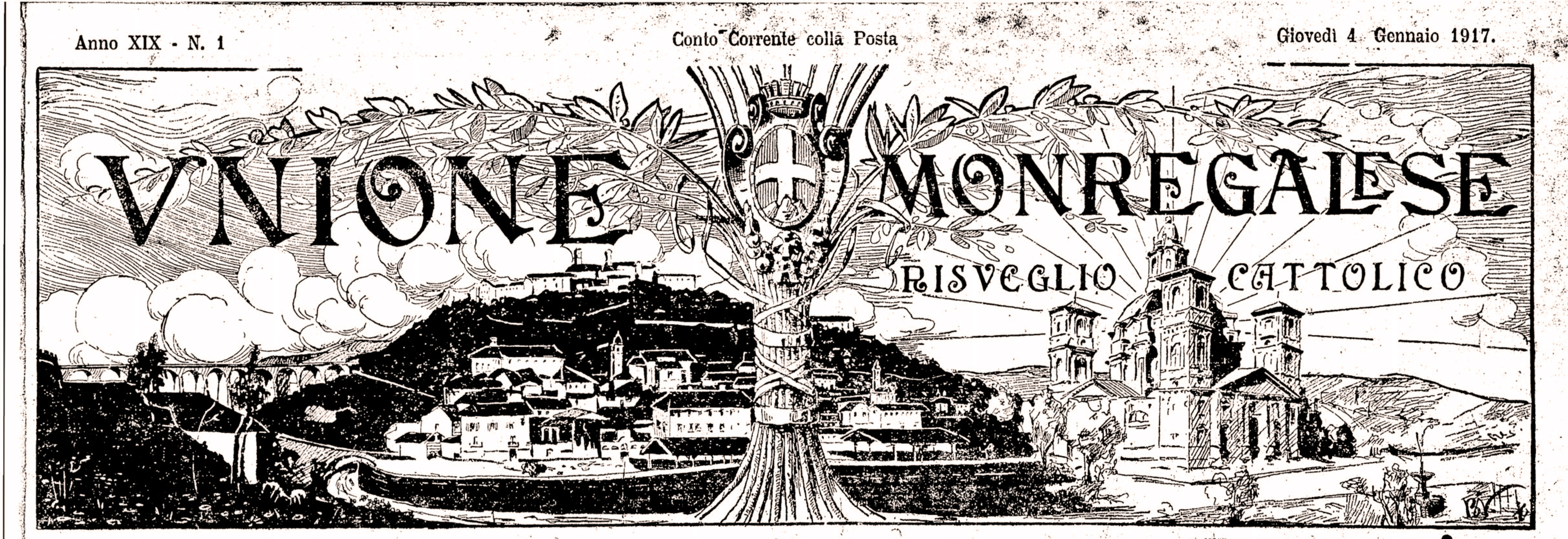
La prima apparizione della testata Unione Monregalese il 4 gennaio 1917 nell'opera del rev. prof. D. Ginio Bongiovanni. «Mondovì, col vago declivio, colla torre vetusta, i piani col nuovo ardito ponte che per la nuova linea ferroviaria ci costruì la solerte impresa fratelli Agostinelli; e poi alla mano destra ([...]) il nostro classico Santuario. In alto, discorrente pel cielo del caro paesaggio, la scritta severa ed elegante come inghirlandata da fronde di lauri che partono, a lor volta, dal massiccio fascio dell’unione, che sorge nel mezzo. In alto ancora, sul centro, al punto ove si diramano le fronde, lo stemma Monregalese».

Nel 1906, la testata cambia nome e diventa “L’Unione Popolare” quale organo ufficiale del Comitato diocesano che coordina l'azione sociale dei cattolici.
Nel 1917, il giornale assume l’attuale nome “L’Unione Monregalese”, per segnare una netta distinzione dal movimento politico che aveva fiancheggiato, collocandosi invece sul versante più “diocesano” ed “ecclesiale”, pur senza rinunciare all'informazione locale.

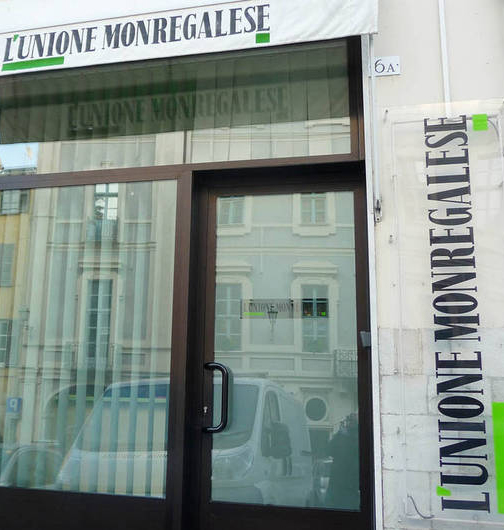
La sede de L'Unione Monregalese a Mondovì Breo

Neutralista allo scoppio della Prima guerra mondiale, lealista una volta scoppiata, negli anni della “grande guerra”, le pagine de “L’Unione” portano spesso spazi bianchi, per gli interventi della censura. L'Unione non mancò di appoggiare, durante tutti gli anni della belligeranza, le numerose iniziative umanitarie che fiorirono a Mondovì.

### Dagli anni Venti alla Seconda guerra mondiale
Negli anni ’20 il periodico supportava la nascita del Partito Popolare nel dibattito sull'impegno dei cattolici in politica e lanciava i suoi strani contro i due principali movimenti avversari e contro i rispettivi organi di stampa locali. Da un lato il socialismo e il comunismo, dall'altra il rampante fascismo con un messaggio: "l'Italia ha bisogno di pace, di lavoro e di non sprecare energie in lotte civili" scriveva Michelangelo Pellegrino nell'articolo di fondo del 19 marzo 1921. Negli anni ’30, il giornale vive da sorvegliato speciale: i gerarchi locali del fascismo lo contrastano duramente. Il giornale pubblica le prese di posizione di Pio XI contro la guerra civile spagnola e le sciagurate leggi razziali in Italia. Dopo gli appelli alla pace per poi cedere alla retorica della guerra fascista. Il giornale oscilla tra messaggi di sottile dissenso alla retorica anti britannica fino ad una lunghissima serie di articoli anti sovietici che diventeranno una costante del periodo della guerra, per poi riprendere anche successivamente. Notizie che, insieme ad un rinnovato interesse per la cronaca spicciola, oscurano i disastri militari italiani. Dal settembre ’43, “L’Unione” non esce fino alla primavera del 1945 tolto un unico numero uscito il 7 settembre 1944 in occasione delle feste del Santuario di Vicoforte. Negli anni della Resistenza e dell'occupazione tedesca, manca la carta per i giornali non di regime.

### Il dopo guerra
Il gran dibattito sul referendum del 1946 per scegliere tra Monarchia e Repubblica vede il giornale piuttosto equidistante, ricordando da una parte l'invito del vescovo a votare per Casa Savoia, ma manifestando, dall'altra parte, l'opinione di un gruppo di preti che optano invece per la Repubblica. Seguono gli anni un po’ trionfalistici della Dc nascente, che sfociano nel successo elettorale del 18 aprile 1948. Nel 1949 L'Unione viene stampata a Torino, ma dall'aprile 1951 si torna a Mondovì con la tipografia "La Commerciale" di via Cottolengo. Il 1954 vede il prezzo del settimanale salire a 20 lire, aumenta la fogliazione e la stampa si sposta alla Tipografia Martini di Mondovì. Negli anni ’50, un gruppo di giovani universitari, della sinistra Dc, collabora fattivamente al settimanale. Però negli anni ’60, in pieno Concilio, sono quasi costretti a cercarsi un altro spazio giornalistico fondando un mensile. Dopo un'altra serie di passaggi di tipografia nell'ottobre 1966 L'Unione passa alla tipografia La Ghisleriana di Mondovì Piazza.
Gli anni ’70 vedono il giornale tentare un faticoso rilancio, anche col supporto della trasformazione tecnologica dei sistemi di impaginazione e di stampa. Il giornale torna a crescere in copie ed in numero di pagine.

### La nascita della Cooperativa Editrice Monregalese
Nel 1983, la testata, di proprietà del vescovo pro-tempore, viene assegnata con la formula di comodato in gestione alla Cooperativa Editrice Monregalese (formata da collaboratori e amici del giornale) che si assume in toto l’onere di portare avanti in chiave aziendale il giornale.
Negli anni che vanno dal 1989 al 1991, graficamente si passa alla videoimpaginazione, e alla fine degli anni Novanta si passa alla stampa in rotativa alla tipografia AGA di Cuneo.
Nel 2001 la redazione, dalla sede di Piazza, viene collocata nello stesso stabile di Mondovì Breo (piazza S. Maria Maggiore 6) dove erano già sistemati gli uffici abbonamento e pubblicità.

### Nell’era digitale
Dalla fine del 2010, L'Unione Monregalese rinnova completamente la grafica ed esce "full color" a partire dal numero dell'8 dicembre, con tutte le pagine interamente a colori e un’edizione dedicata al Cebano e alla Valbormida. A stampare il periodico è la tipografia de "La Stampa" a Torino, poi GEDI Printing. Con l'utilizzo delle nuove tecnologie, anche il settimanale si aggiorna, rimanendo comunque radicalmente legato al suo territorio.
Nel 2021 l'editore CEM si trasforma in Cooperativa di giornalisti composta dai giornalisti, poligrafici e grafici editoriali (con prevalenza di giornalisti) che lavorano per la testata.

## Denominazione delle testate
- 1896-1906: Il Risveglio cattolico
- 1906-1917: L'Unione Popolare
- Dal 1917: L'Unione Monregalese

## Direttori
- don Pietro Gallo (1898)
- don Luigi Garavagno (1898-1900)
- Marco Panuello (gerente 1900-1902)
- sac. Francesco Veglia (gerente 1902)
- Enrico Agostino (gerente 1902-1924)
- Carlo Coccio (1924-1926)
- Giacomo Veglia (1926-1930)
- sac. teol. Felice Montrucchio (1930-1931)
- can. teol. Tommaso Delù (1931-1933)
- sac. Domenico Viara (1933-1941)
- sac. Corrado Moretti (1941-1945)
- sac. prof. Giorgio Gasco (1945-1955)
- don Michele Marengo (1955-1961)
- don Giovanni Conterno (1961-1965)
- sac. Stefano Dho (1965-1967)
- can. Corrado Moretti (1968)
- don Sebastiano Dho (1969-1973)
- don Gerolamo Fenoglio (1973-1981)
- don Bruno Baracco (1981-1986)
- don Corrado Avagnina (1984-1986 condirettore, poi direttore dal 1986, ancora in carica)

## Le firme (al 2024)
- Francesco Allemano
- Milena Armellino
- Lorenzo Barberis
- Ernesto Billò
- Alberto Bovetti
- Gianmaria Bozzolo
- Alessandro Briatore
- Andrea Cascioli
- Ezio Castellino
- Mattia Clerico
- Nicola Duberti
- Fabrizio Gasco
- Gabriele Gallo
- Andrea Lobera
- Filippo Lubatti
- Emanuele Lubatti
- Viter Luna
- Gioele Percivalle
- Roberto Ponteprino
- Paolo Roggero
- Giovanni Rizzi
- Debora Sattamino
- Marco Turco
- Marco Volpe